# Козимо ди Джулио де Медичи
Вижте пояснителната страница за други личности с името Козимо де Медичи.
Кòзимо ди Джулио де Мèдичи (на италиански: Cosimo di Giulio de' Medici; * ок. 1550, † ок. 1630) е италиански аристократ, кавалер на Ордена на Свети Стефан.

## Произход
Той извънбрачен син на Джулио ди Алесандро де Медичи – адмирал и посланик на Велико херцогство Тоскана, на свой ред извънбрачен син на Алесандро де Медичи, херцог на Пене от 1522 г., след това господар на Флоренция от 1523 до 1527 г. и от 1530 до 1532 г. и накрая първи херцог на Флоренция от 1532 г. до смъртта си. Има една полусестра и един полубрат.

## Биография
Той принадлежи към клона на Медичите, обявен за неспособен да унаследи и произхождащ от херцог Алесандро де Медичи, негов дядо. Подобно на баща си Козимо е кавалер на Ордена на Свети Стефан и има новини за присъствието му в мисиите за завладяването на Аяца и Намур в Близкия Изток около 1600 г.

## Брак и потомство
∞ за Лукреция Гаетани, дъщеря на Франческо Гаетани, патриций на Пиза, от която има една дъщеря:
- Анджелика де Медичи (* 1608, Флоренция, Велико херцогство Тоскана; † 2 март 1636, Рим, Папска държава); ∞ за римския благородник Джовани Пиетро Алтемпс (* 1607, Рим, Папска държава; † 1694, пак там), 3-ти херцог на Галезе и маркиз на Сориано, от когото има четири дъщери.